# Mjøndalen Station
Mjøndalen Station (Mjøndalen stasjon) er en jernbanestation på Randsfjordbanen, der ligger i byen Mjøndalen i Nedre Eiker kommune i Norge. Den ligger på strækningen mellem Drammen og Hokksund, der trafikeres som en del af Sørlandsbanen, her i form af lokaltogene mellem Kongsberg og Eidsvoll.
Stationen åbnede 15. november 1866, da banen stod færdig. Den blev fjernstyret 1. december 1966 og gjort ubemandet 1. november 1986. Fra 30. maj 1994 til 5. maj 2000 var den bemandet igen.
Den første stationsbygning blev opført i 1865 efter tegninger af Georg Andreas Bull. Den brændte 13. august 1899, og efterfølgende opførtes den nuværende stationsbygning i mursten efter tegninger af Paul Due i 1902. Stationen er nu bemandet gennem en aftale mellem Jernbaneverket og kommunen i form af projektet "Levende stasjoner", der indebærer adgang til ventesal og toiletter samt opsyn med stationen.